# Schismatogobius bruynisi
Schismatogobius bruynisi is een straalvinnige vissensoort uit de familie van de grondels (Gobiidae). De wetenschappelijke naam van de soort is voor het eerst geldig gepubliceerd in 1912 door Lieven Ferdinand de Beaufort. De soort is genoemd naar luitenant J. Bruynis, commandant van de militaire post in Honitetu in het westen van Ceram, waar het holotype (lengte: 39 mm) in 1910 werd verzameld in de rivier Eme.